# Mohamed Tahar Mansouri
Mohamed Tahar Mansouri (arabe : محمد الطاهر المنصوري), né le 19 juin 1955 à Haïdra et mort le 10 août 2016 à Tunis, est un historien et universitaire tunisien spécialiste du Moyen Âge et de l'Empire byzantin.

## Biographie
Après avoir été diplômé de l'université de Tunis, il obtient un doctorat en histoire médiévale de l'université de Toulouse et un doctorat en psychopédagogie.
Professeur d'histoire médiévale et d'histoire byzantine à la faculté des lettres, des arts et des humanités de La Manouba (ar), il est directeur du groupe de recherche « Migrations et contacts culturels dans le monde méditerranéen » et président de jurys nationaux de recrutement pour les différents niveaux de l'enseignement supérieur.
Membre des comités scientifiques de revues telles que Mesogeios, Les Cahiers de Tunisie et la Revue d'études orientales et africaines, il est un contributeur actif au Byzantine Dictionary (Athènes). Spécialiste de la Méditerranée médiévale, il écrit de nombreuses recherches académiques parues dans des revues spécialisées,,.
Membre de la Société d'étude du Maghreb préhistorique, antique et médiéval, il est professeur invité dans plusieurs universités européennes, arabes et asiatiques, notamment en France, en Italie, en Grèce, à Chypre, au Maroc, en Arabie saoudite, au Qatar et au Japon.
En 2014, il est récompensé par l'Académie tunisienne des sciences, des lettres et des arts pour la qualité de ses travaux dans les domaines de la recherche et de l'édition. En 2013, il remporte également le Prix du livre Cheikh Zayed.

## Publications

### Principales publications
- Recherches sur les relations entre Byzance et l'Égypte (1259-1453), La Manouba, Publications de la faculté des lettres de La Manouba, 1992[9].
- Hammamet : histoire d'une cité méditerranéenne, Tunis, MED, 2000.
- Le Maghreb et la mer à travers l'histoire, Paris, Hêrodotos, 2000.
- Chypre dans les sources arabes médiévales, Tunis, Centre de recherches scientifiques, Nicosie, 2001.
- (ar) الحياة الدينية في بيزنطة: من الانبعاث إلى القطيعة مع روما [« La vie religieuse à Byzance : de Constantin au grand schisme »], Tunis, Amal,‎ 2003.
- Vocabulaire historique de Byzance, Tunis, Amal, 2003.
- Du voile et du zunnâr, Tunis, L'Or du Temps, 2007.
- La prise de Constantinople : l'événement, sa portée et ses échos, Tunis, Centre d'études et de recherches économiques et sociales, 2008.
- Études médiévales, La Manouba, Publications de la faculté des lettres de La Manouba, 2009.
- Les amphis du silence, Tunis, Irtihal, 2011.
- (ar) تونس في العصر الوسيط : إفريقية من الإمارة التابعة إلى السلطنة المستقلة [« La Tunisie médiévale »], Tunis, Samid,‎ 2015[10].
- (ar) أطلس تاريخي للعالم المتوسطي: القرن السادس عشر [« Atlas historique du monde musulman de Ali Ibn Ahmed Ibn Mohamed Charfi Sfaxi »], Tunis, Samid,‎ 2016.
- (ar) Collectif, نحن و التاريخ [« Notre société et l'Histoire »], Tunis, Perspectives Édition,‎ 2019.

### Traductions
- (ar) François Dosse, التاريخ المفتت من الحوليات إلى التاريخ الجديد [« L'Histoire en miettes : des « Annales » à la « nouvelle histoire » »], Beyrouth, Centre d'études de l'unité arabe,‎ 2005.
- (ar) Jacques Le Goff, التاريخ الجديد [« La nouvelle histoire »], Beyrouth, Centre d'études de l'unité arabe,‎ 2007.
- (ar) Olivia Remie Constable, إسكان الغريب في العالم المتوسطي؛ السكن و التجارة و الرحلة في أواخر العصر القديم و في العصر الوسيط [« Housing the Stranger in the Mediterranean World: Lodging, Trade, and Travel in Late Antiquity and the Middle Age »], Londres, Dar Al Madar,‎ 2013.